# Blepephaeus strandi
Blepephaeus strandi là một loài bọ cánh cứng trong họ Cerambycidae.